# Альта-Рибагорса
Альта-Рибагорса (исп. Alta Ribagorza, галис. Alta Ribagorça «Верхняя Рибагорса») — район (комарка) в Испании, входит в провинцию Льейда в составе автономного сообщества Каталония.

## Муниципалитеты
1. Пон-де-Суэрт
2. Ла-Валь-де-Бои
3. Вилальер